# Le Val-Saint-Germain
Le Val-Saint-Germain (prononcé [lǝ val sɛ̃ ʒɛʁmɛ̃] ) est une commune française située à trente-neuf kilomètres au sud-ouest de Paris dans le département de l'Essonne en région Île-de-France.
Ses habitants sont appelés les Val-Saint-Germinois.

## Géographie

### Situation
| Type d’occupation           | Pourcentage | Superficie (en hectares) |
| --------------------------- | ----------- | ------------------------ |
| Espace urbain construit     | 6,9 %       | 86,85                    |
| Espace urbain non construit | 3,0 %       | 38,14                    |
| Espace rural                | 90,1 %      | 1 137.17                 |
| Source : Iaurif             |             |                          |

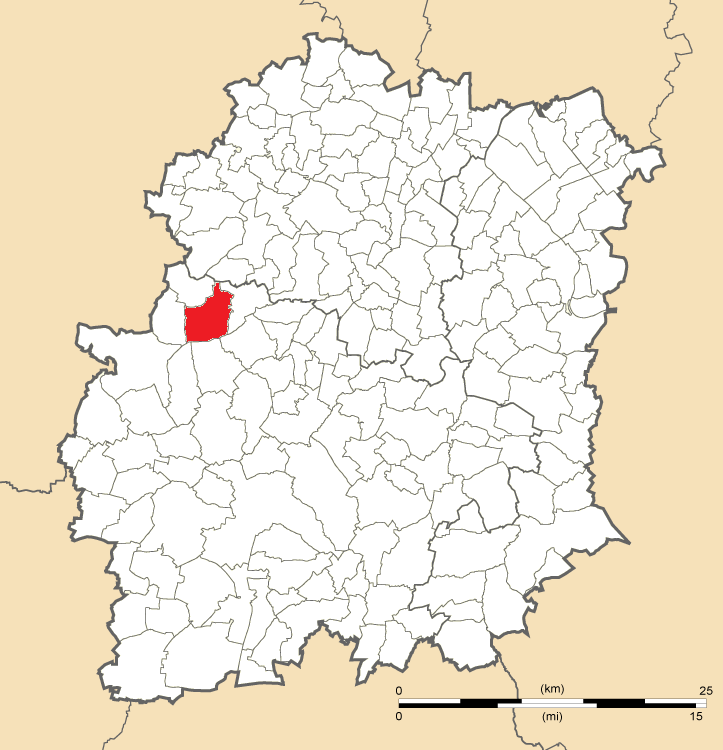
Position du Val-Saint-Germain en Essonne.

Le Val-Saint-Germain est située à trente-neuf kilomètres au sud-ouest de Paris-Notre-Dame, point zéro des routes de France, vingt-neuf kilomètres au sud-ouest d'Évry, dix-sept kilomètres au nord-ouest d'Étampes, six kilomètres au nord-est de Dourdan, quatorze kilomètres au sud-ouest d'Arpajon, dix-huit kilomètres au sud-ouest de Montlhéry, vingt-et-un kilomètres au sud-ouest de Palaiseau, vingt-trois kilomètres au nord-ouest de La Ferté-Alais, trente-et-un kilomètres au sud-ouest de Corbeil-Essonnes, trente-cinq kilomètres au nord-ouest de Milly-la-Forêt.

### Hydrographie
La commune est traversée par la rivière la Rémarde et la Prédecelle en limite est de la commune.

### Communes limitrophes
Le Val-Saint-Germain est situé entre Saint-Maurice-Montcouronne à l'est et Saint-Cyr-sous-Dourdan à l'ouest et entre Angervilliers au nord et Sermaise au sud.

### Climat
Pour des articles plus généraux, voir Climat de l'Île-de-France et Climat de l'Essonne.
En 2010, le climat de la commune est de type climat océanique dégradé des plaines du Centre et du Nord, selon une étude du CNRS s'appuyant sur une série de données couvrant la période 1971-2000. En 2020, Météo-France publie une typologie des climats de la France métropolitaine dans laquelle la commune est exposée à un climat océanique altéré et est dans la région climatique Sud-ouest du bassin Parisien, caractérisée par une faible pluviométrie, notamment au printemps (120 à 150 mm) et un hiver froid (3,5 °C). 
Pour la période 1971-2000, la température annuelle moyenne est de 11,1 °C, avec une amplitude thermique annuelle de 15,2 °C. Le cumul annuel moyen de précipitations est de 646 mm, avec 11 jours de précipitations en janvier et 8 jours en juillet. Pour la période 1991-2020, la température moyenne annuelle observée sur la station météorologique la plus proche, située sur la commune de Dourdan à 5 km à vol d'oiseau, est de 11,4 °C et le cumul annuel moyen de précipitations est de 654,2 mm,. Pour l'avenir, les paramètres climatiques de la commune estimés pour 2050 selon différents scénarios d'émission de gaz à effet de serre sont consultables sur un site dédié publié par Météo-France en novembre 2022.
| Mois                                  | jan.           | fév.           | mars           | avril         | mai           | juin           | jui.          | août          | sep.          | oct.          | nov.            | déc.             | année      |
| ------------------------------------- | -------------- | -------------- | -------------- | ------------- | ------------- | -------------- | ------------- | ------------- | ------------- | ------------- | --------------- | ---------------- | ---------- |
| Température minimale moyenne (°C)     | 1,5            | 1,2            | 3,1            | 4,9           | 8,3           | 11,4           | 13,3          | 13,1          | 10,1          | 7,7           | 4,4             | 2                | 6,8        |
| Température moyenne (°C)              | 4,2            | 4,7            | 7,8            | 10,5          | 13,9          | 17,2           | 19,5          | 19,3          | 15,9          | 12            | 7,6             | 4,7              | 11,4       |
| Température maximale moyenne (°C)     | 6,9            | 8,2            | 12,4           | 16            | 19,4          | 23             | 25,7          | 25,6          | 21,5          | 16,4          | 10,8            | 7,4              | 16,1       |
| Record de froid (°C) date du record   | −16,2 08.01.10 | −15,7 07.02.12 | −10,5 01.03.05 | −4,6 06.04.21 | −1,1 06.05.19 | 1,5 05.06.1991 | 5 04.07.1990  | 4,3 21.08.14  | 0,9 30.09.12  | −4 30.10.1997 | −9,2 23.11.1993 | −10,6 29.12.1996 | −16,2 2010 |
| Record de chaleur (°C) date du record | 16,1 27.01.03  | 19,8 27.02.19  | 24,6 31.03.21  | 28,4 25.04.07 | 30,7 28.05.17 | 37,6 18.06.22  | 41,6 25.07.19 | 41,4 06.08.03 | 34,5 09.09.23 | 29,8 02.10.23 | 21,5 07.11.15   | 16,7 07.12.00    | 41,6 2019  |
| Précipitations (mm)                   | 52,3           | 47,5           | 50             | 43,9          | 68,5          | 53,8           | 52            | 57,4          | 47,5          | 54,9          | 60,6            | 65,8             | 654,2      |

### Voies de communication et transports
La commune est desservie par la ligne de bus 06 du réseau de bus Centre et Sud Yvelines.

### Lieux-dits, écarts et quartiers
- les Bienfaits
- Bouville
- la Butte de Chaillot
- la Criblerie
- l'Enclos du Beau Sablon
- les Friches
- la Garenne d'Aumont
- la Haie des Moulins
- Malnuit
- le Marais
- la Meunière
- la Patte-d'Oie
- la Pâture au Pape
- la Pharamonerie
- la Plaine des Sueurs
- le Ravin du Patrouillot
- les Rochettes de Granville
- les Sablons
- les Sueurs
- les Tourannies
- la Vieuville

## Urbanisme

### Typologie
Au 1er janvier 2024, Le Val-Saint-Germain est catégorisée bourg rural, selon la nouvelle grille communale de densité à sept niveaux définie par l'Insee en 2022.
Elle est située hors unité urbaine. Par ailleurs la commune fait partie de l'aire d'attraction de Paris, dont elle est une commune de la couronne,. Cette aire regroupe 1 929 communes,.

## Toponymie

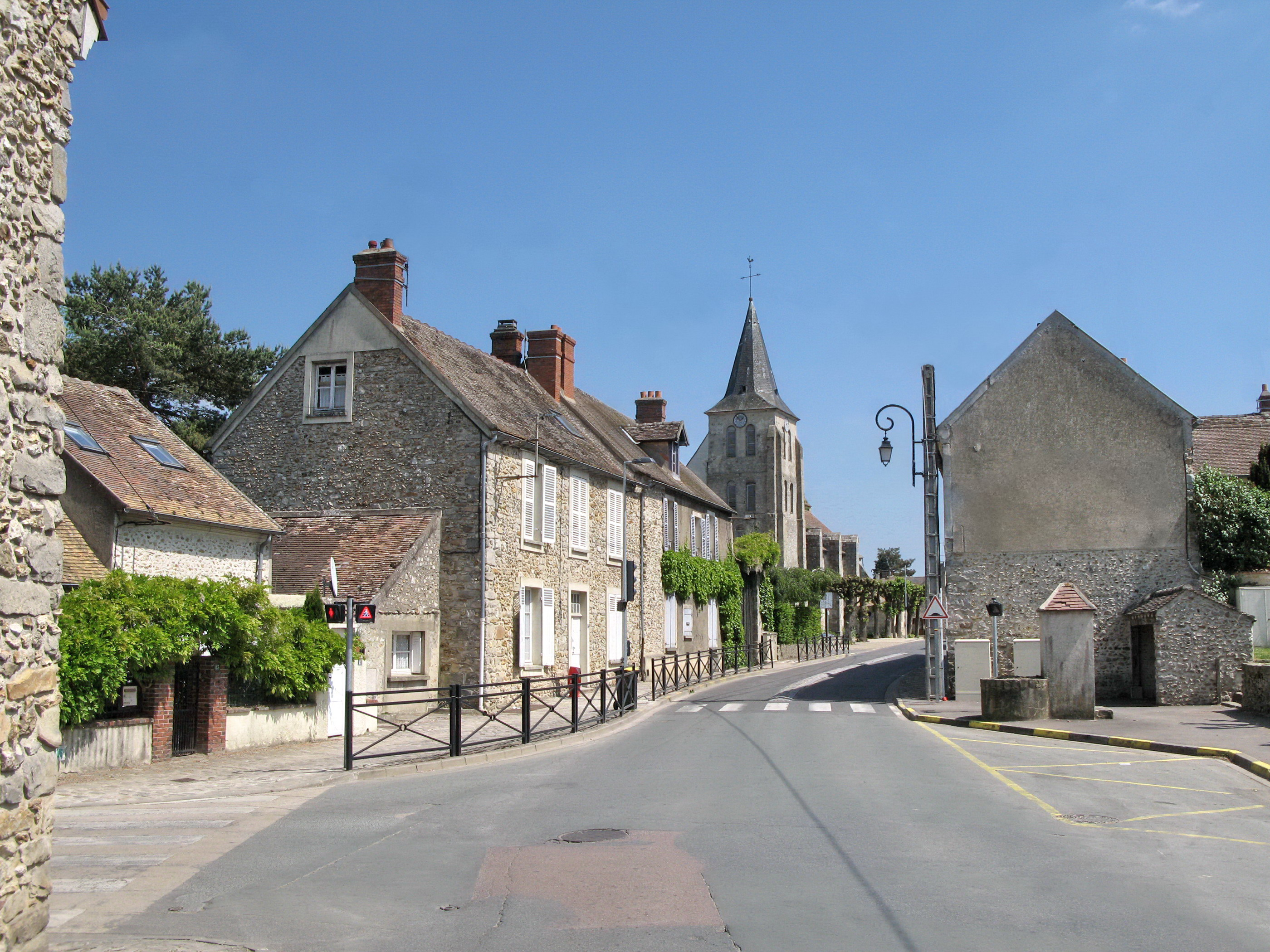
Le Val Saint-Germain (Essonne). Une rue du centre ville.(Photo prise le 4 mai 2011)

Vallis Sancti Germani au XIIIe siècle
.
L'origine du nom de la commune provient du mot latin vallis et du saint éponyme.
Le lieu fut appelé Val-Libre durant la Révolution.
En 1793 la commune fut créée sous le nom de Saint-Germain, l'orthographe actuelle fut introduite en 1801 dans le bulletin des lois.

## Histoire
Son histoire est liée à celle du château du Marais.

## Population et société

### Démographie

#### Évolution démographique
L'évolution du nombre d'habitants est connue à travers les recensements de la population effectués dans la commune depuis 1793. Pour les communes de moins de 10 000 habitants, une enquête de recensement portant sur toute la population est réalisée tous les cinq ans, les populations de référence des années intermédiaires étant quant à elles estimées par interpolation ou extrapolation. Pour la commune, le premier recensement exhaustif entrant dans le cadre du nouveau dispositif a été réalisé en 2007.

En 2022, la commune comptait 1 550 habitants, en évolution de +6,46 % par rapport à 2016 (Essonne : +2,89 %, France hors Mayotte : +2,11 %).
| 1793 | 1800 | 1806 | 1821 | 1831 | 1836 | 1841 | 1846 | 1851 |
| ---- | ---- | ---- | ---- | ---- | ---- | ---- | ---- | ---- |
| 702  | 707  | 713  | 661  | 615  | 620  | 616  | 616  | 616  |

| 1856 | 1861 | 1866 | 1872 | 1876 | 1881 | 1886 | 1891 | 1896 |
| ---- | ---- | ---- | ---- | ---- | ---- | ---- | ---- | ---- |
| 608  | 594  | 564  | 524  | 539  | 545  | 543  | 530  | 543  |

| 1901 | 1906 | 1911 | 1921 | 1926 | 1931 | 1936 | 1946 | 1954 |
| ---- | ---- | ---- | ---- | ---- | ---- | ---- | ---- | ---- |
| 570  | 590  | 478  | 430  | 451  | 441  | 431  | 526  | 433  |

| 1962 | 1968 | 1975 | 1982 | 1990  | 1999  | 2006  | 2007  | 2012  |
| ---- | ---- | ---- | ---- | ----- | ----- | ----- | ----- | ----- |
| 460  | 409  | 509  | 683  | 1 147 | 1 438 | 1 455 | 1 457 | 1 437 |

| 2017  | 2022  | - | - | - | - | - | - | - |
| ----- | ----- | - | - | - | - | - | - | - |
| 1 475 | 1 550 | - | - | - | - | - | - | - |

#### Pyramide des âges
En 2018, le taux de personnes d'un âge inférieur à 30 ans s'élève à 32,7 %, soit en dessous de la moyenne départementale (39,9 %). À l'inverse, le taux de personnes d'âge supérieur à 60 ans est de 23,7 % la même année, alors qu'il est de 20,1 % au niveau départemental.
En 2018, la commune comptait 732 hommes pour 760 femmes, soit un taux de 50,94 % de femmes, légèrement inférieur au taux départemental (51,02 %).
Les pyramides des âges de la commune et du département s'établissent comme suit.
| Hommes | Classe d’âge | Femmes |
| ------ | ------------ | ------ |
| 0,3    | 90 ou +      | 0,4    |
| 5,5    | 75-89 ans    | 5,6    |
| 17,9   | 60-74 ans    | 17,7   |
| 27,1   | 45-59 ans    | 27,0   |
| 15,8   | 30-44 ans    | 17,3   |
| 14,4   | 15-29 ans    | 15,4   |
| 19,0   | 0-14 ans     | 16,7   |

| Hommes | Classe d’âge | Femmes |
| ------ | ------------ | ------ |
| 0,5    | 90 ou +      | 1,4    |
| 5,4    | 75-89 ans    | 7,2    |
| 12,9   | 60-74 ans    | 13,9   |
| 20     | 45-59 ans    | 19,4   |
| 19,9   | 30-44 ans    | 20,1   |
| 20     | 15-29 ans    | 18,2   |
| 21,3   | 0-14 ans     | 19,8   |

## Politique et administration

### Politique locale
La commune du Val-Saint-Germain est rattachée au canton de Dourdan, représenté par les conseillers départementaux Dany Boyer (DVD) et Dominique Écharoux (UMP), à l'arrondissement d’Étampes et à la troisième circonscription de l'Essonne, représentée par le député Michel Pouzol (PS).
L'Insee attribue à la commune le code 91 1 24 630. La commune du Val-Saint-Germain est enregistrée au répertoire des entreprises sous le code SIREN 219 106 309. Son activité est enregistrée sous le code APE 8411Z.

### Tendances et résultats politiques
Élections présidentielles, résultats des deuxièmes tours :
- Élection présidentielle de 2002 : 89,05 % pour Jacques Chirac (RPR), 10,95 % pour Jean-Marie Le Pen (FN), 89,68 % de participation[35].
- Élection présidentielle de 2007 : 58,62 % pour Nicolas Sarkozy (UMP), 41,38 % pour Ségolène Royal (PS), 89,77 % de participation[36].
- Élection présidentielle de 2012 : 53,67 % pour Nicolas Sarkozy (UMP), 46,33 % pour François Hollande (PS), 85,46 % de participation[37].

Élections législatives, résultats des deuxièmes tours :
- Élections législatives de 2002 : 61,43 % pour Geneviève Colot (UMP), 38,57 % pour Yves Tavernier (PS), 68,19 % de participation[38].
- Élections législatives de 2007 : 59,51 % pour Geneviève Colot (UMP), 40,49 % pour Brigitte Zins (PS), 62,39 % de participation[39].
- Élections législatives de 2012 : 52,37 % pour Geneviève Colot (UMP), 47,63 % pour Michel Pouzol (PS), 59,58 % de participation[40].

Élections européennes, résultats des deux meilleurs scores :
- Élections européennes de 2004 : 23,53 % pour Harlem Désir (PS), 16,56 % pour Marielle de Sarnez (UDF), 47,30 % de participation[41].
- Élections européennes de 2009 : 31,52 % pour Michel Barnier (UMP), 22,22 % pour Daniel Cohn-Bendit (Les Verts), 47,25 % de participation[42].

Élections régionales, résultats des deux meilleurs scores :
- Élections régionales de 2004 : 46,70 % pour Jean-Paul Huchon (PS), 45,11 % pour Jean-François Copé (UMP), 72,18 % de participation[43].
- Élections régionales de 2010 : 50,75 % pour Valérie Pécresse (UMP), 49,25 % pour Jean-Paul Huchon (PS), 50,18 % de participation[44].

Élections cantonales, résultats des deuxièmes tours :
- Élections cantonales de 2001 : données manquantes.
- Élections cantonales de 2008 : 66,35 % pour Jean-Pierre Delaunay (UMP), 33,65 % pour Jean-François Degoud (DVG), 40,06 % de participation[45].

Élections municipales, résultats des deuxièmes tours :
- Élections municipales de 2001 : données manquantes.
- Élections municipales de 2008 : 517 voix pour Serge Deloges (?), 512 pour Bernard Fichet (?), 72,74 % de participation[46].

Référendums :
- Référendum de 2000 relatif au quinquennat présidentiel : 77,03 % pour le Oui, 22,97 % pour le Non, 38,05 % de participation[47].
- Référendum de 2005 relatif au traité établissant une Constitution pour l'Europe : 58,03 % pour le Oui, 41,97 % pour le Non, 77,52 % de participation[48].

### Enseignement
Les élèves du Val-Saint-Germain sont rattachés à l'académie de Versailles. Elle dispose de l'école primaire de La Rémarde.

### Jumelages
La commune du Val-Saint-Germain n'a développé aucune association de jumelage.

## Vie quotidienne au Val-Saint-Germain

### Lieux de culte

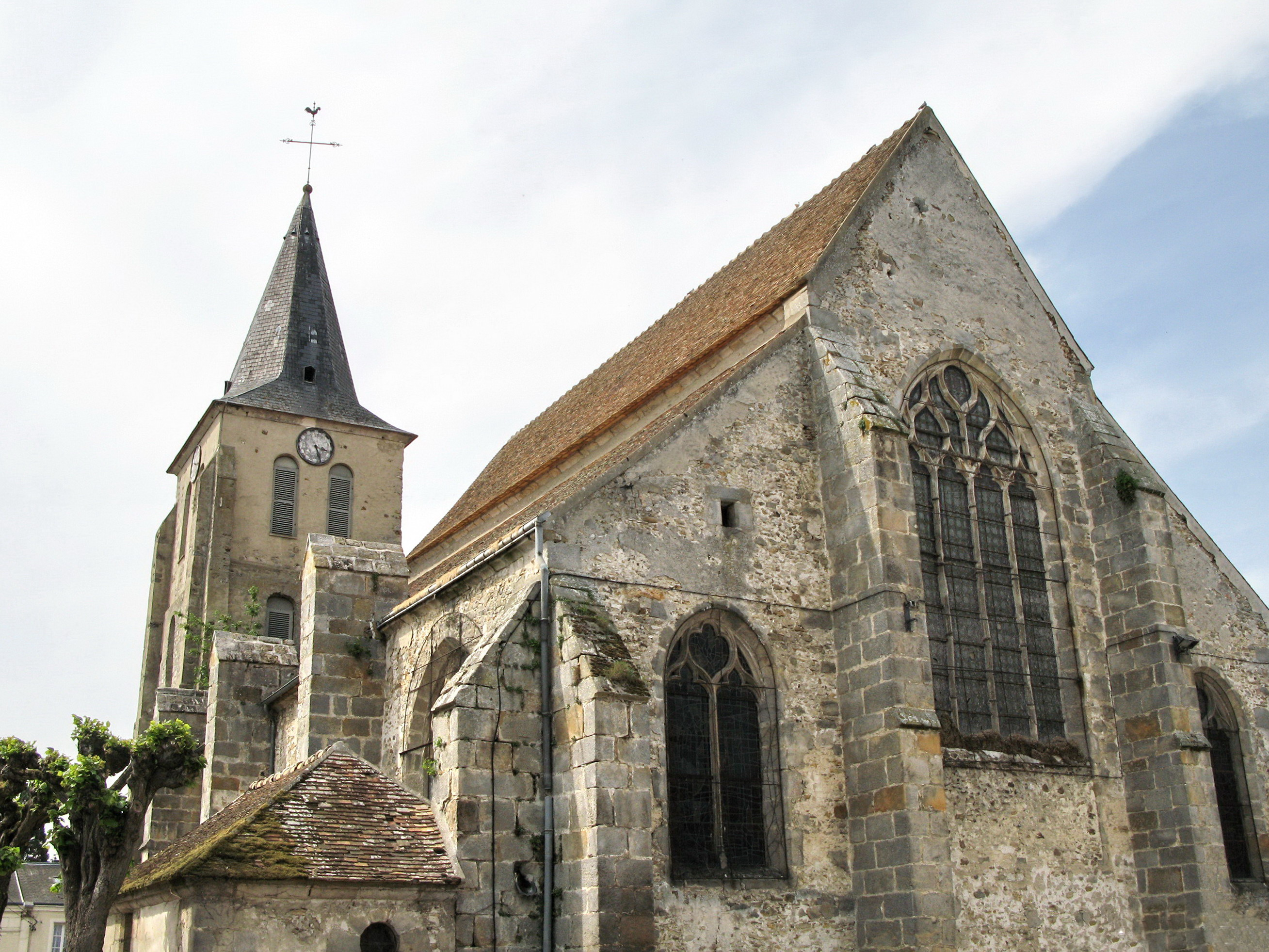
Le Val-Saint-Germain: Vue de l'église Saint-Germain, côté est.(Photo prise le 1er mai 2011)

La paroisse catholique du Val-Saint-Germain est rattachée au secteur pastoral de Dourdan et au diocèse d'Évry-Corbeil-Essonnes. Elle dispose de l'église Saint-Germain.

### Médias
L'hebdomadaire Le Républicain relate les informations locales. La commune est en outre dans le bassin d'émission des chaînes de télévision France 3 Paris Île-de-France Centre, IDF1 et Téléssonne intégré à Télif.

## Économie

### Emplois, revenus et niveau de vie
En 2006, le revenu fiscal médian par ménage était de 26 498 €, ce qui plaçait la commune au 257e rang parmi les 30 687 communes de plus de cinquante ménages que compte le pays et au vingt-cinquième rang départemental.
| Répartition des emplois par catégories socioprofessionnelles en 2006. |              |                                           |                                                   |                            |                          |                           |
|                                                                       | Agriculteurs | Artisans, commerçants, chefs d’entreprise | Cadres et professions intellectuelles supérieures | Professions intermédiaires | Employés                 | Ouvriers                  |
| Le Val-Saint-Germain                                                  | -            | -                                         | -                                                 | -                          | -                        | -                         |
| Zone d'emploi de Dourdan                                              | 0,7 %        | 6,0 %                                     | 18,9 %                                            | 28,5 %                     | 26,3 %                   | 19,6 %                    |
| Moyenne nationale                                                     | 2,2 %        | 6,0 %                                     | 15,4 %                                            | 24,6 %                     | 28,7 %                   | 23,2 %                    |
| Répartition des emplois par secteurs d’activités en 2006.             |              |                                           |                                                   |                            |                          |                           |
|                                                                       | Agriculture  | Industrie                                 | Construction                                      | Commerce                   | Services aux entreprises | Services aux particuliers |
| Le Val-Saint-Germain                                                  | -            | -                                         | -                                                 | -                          | -                        | -                         |
| Zone d'emploi de Dourdan                                              | 1,7 %        | 10,4 %                                    | 7,5 %                                             | 11,8 %                     | 21,6 %                   | 6,9 %                     |
| Moyenne nationale                                                     | 3,5 %        | 15,2 %                                    | 6,4 %                                             | 13,3 %                     | 13,3 %                   | 7,6 %                     |
| Sources : Insee,                                                      |              |                                           |                                                   |                            |                          |                           |

## Culture locale et patrimoine

### Patrimoine environnemental
Les berges de la Rémarde et les bois au nord et sud de la vallée ont été recensés au titre des espaces naturels sensibles par le conseil général de l'Essonne.

### Patrimoine architectural

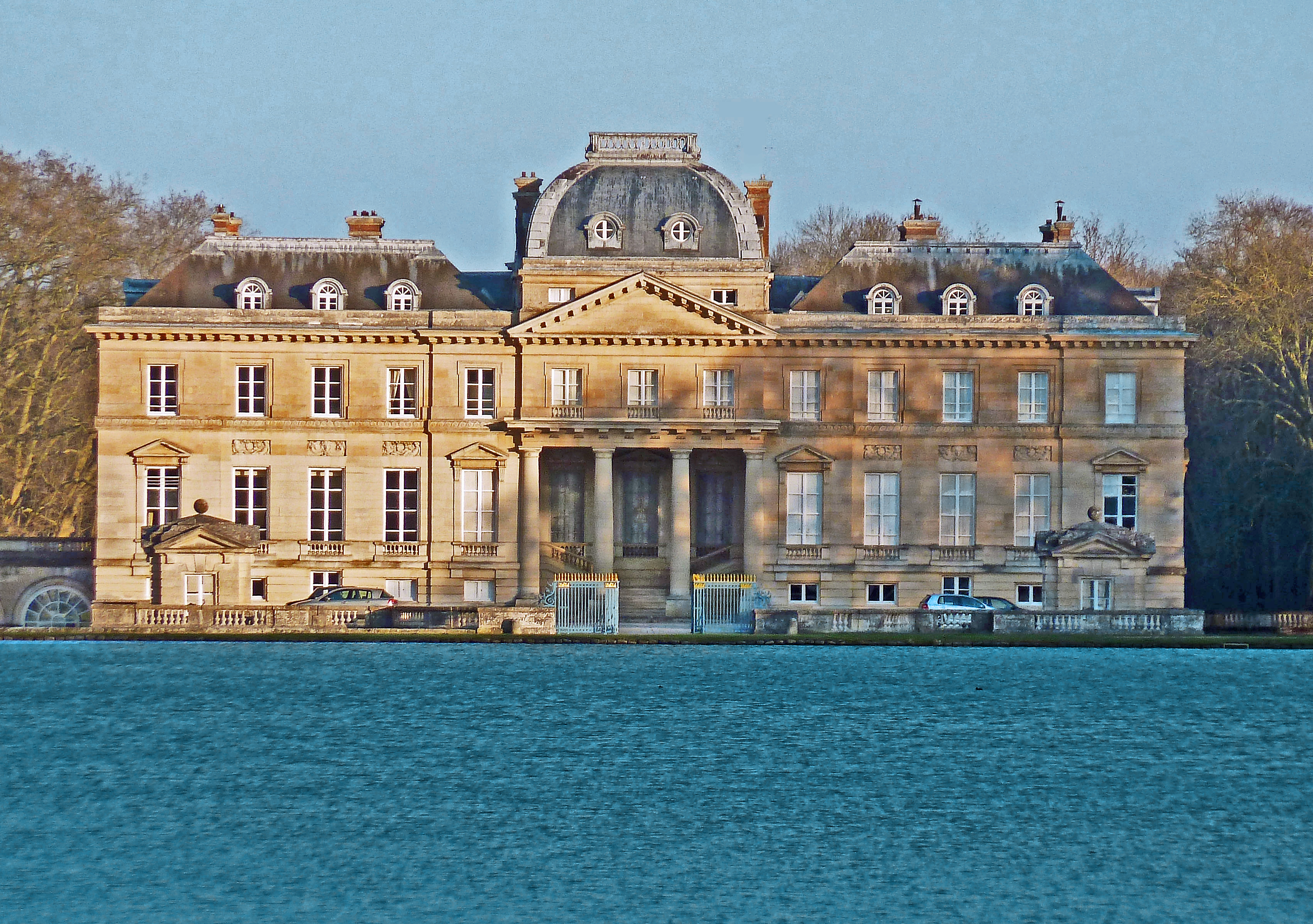
Château du Marais le soir, Le Val-Saint-Germain (91530). (Photo prise en 2011)

- Le château du Marais construit en 1770 et son parc ont été classés aux monuments historiques le 26 mars 1965[56],[57].

- L'église Saint-Germain de Paris : L'église date des  XIe siècle et  XVIe siècle, elle est consacrée à Saint-Germain, évêque de Paris en 555, fondateur de Saint-Vincent qui est devenue Saint-Germain-des-Prés, dont dépendait l'abbaye des Vaux de Cernay.

La nef romane est aujourd'hui désaffectée et séparée par un mur du chœur datant du XVe siècle. 
On peut admirer à l'intérieur du grand chœur un beau mobilier en bois peint et sculpté du  XVIIIe siècle qui n'a pas été détruit à la Révolution.
Une centaine de chandeliers sont exposés dans l'église, car, aux XVIIIe et XIXe siècles, le culte de sainte Julienne de Nicomédie a donné naissance à un pèlerinage très populaire. Cette sainte était censée guérir de la peste du choléra et de diverses autres maladies. Chaque année pendant la semaine de la Pentecôte des centaines de pèlerins venus des paroisses environnantes venaient au Val-Saint-Germain pour offrir des souches de cierges. C'était des sortes de chandeliers en marbre, en bois, en métal finement travaillés ou taillés de façon grossière. 
- La fontaine Sainte-Julienne : après les dévotions les pèlerins se rendaient à la fontaine Sainte-Julienne qui était surmontée d'un buste de la sainte. De nos jours ce buste en bois polychrome est placé dans une niche sous l'abri.

### Personnalités liées à la commune
Différents personnages publics sont nés, décédés ou ont vécu au Val-Saint-Germain :
- Jean-Pons-Guillaume Viennet (1777-1868), homme politique et poète y est mort.
- Jacques Julien Margottin (1817-1892), rosiériste y est né.
- Marcel Fleury (1884-1949), évêque de Nancy y est né.
- Georges Chauvel (1886-1962), sculpteur y est inhumé.
- Gaston Palewski (1901-1984), homme politique y vécut et y est mort.
- Jean Tourane (1919-1986), acteur en fut maire.
- Lino Ventura (1919-1987), acteur y vécut et y est inhumé.

### Héraldique
| Blason de Le Val-Saint-Germain | Blason  | De sinople à la bande d'argent chargée d'une branche de chêne, d'une branche de hêtre et d'une branche d'aulne, toutes trois de sinople et fruitées du même, accompagnée, en chef, du château du lieu d'argent et, en pointe, de l'église du lieu du même mouvant du flanc. |
| Blason de Le Val-Saint-Germain | Détails | Adopté par la municipalité. |